# Агнес фон Липе
Агнес фон Липе (на немски: Agnes zur Lippe; * ок. 1251; † сл. 1307) от фамилията Липе е чрез женитба графиня на Графство Щернберг.
Tя е дъщеря на Бернхард III фон Липе († 1265) и втората му съпруга София фон Арнсберг-Ритберг († 1285), дъщеря на граф Ото II фон Равенсберг († 1244) и графиня София фон Олденбург-Вилдесхаузен († 1244).

## Фамилия
Агнес фон Липе се омъжва на 10 юни 1281 г. за граф Хойер I фон Щернберг (* ок. 1250; † 28 октомври 1299), големият син на граф Хайнрих I фон Шваленберг († 1279) от фамилията на графовете на Шваленберг. Tе имат пет деца:
- Хайнрих III фон Щернберг († 1312/1318), женен за графиня Юта фон Бентхайм-Текленбург († 1318) († 1306)
- Симон фон Щернберг († сл. 1300)
- Хойер фон Щернберг († сл. 1300)
- София фон Щернберг († сл. 1307)
- Мехтилд фон Щернберг († сл. 1316), омъжена за Фридрих фон Дорщат 'Млади' († сл. 1306)